# コロラド・アバランチ
コロラド・アバランチ（Colorado Avalanche）は、アメリカ合衆国コロラド州デンバーを本拠としているナショナルホッケーリーグ（NHL）所属のプロアイスホッケーチームである。

## 歴史
NHLの1994-1995 シーズンはロックアウトの影響により期間が短縮されて開催された。このためコロラド・アバランチの前身ケベック・ノルディクスはチームとしてはよい成績を収めていたものの、台所事情が苦しくオーナーの Marcel Aubut はケベック州政府に対し財政的支援を求めた。しかしこの支援は行われず、オーナーはチームをコロラド州デンバーの投資家グループに売却することを余儀なくされた。こうしてノルディクスはフランチャイズをデンバーに移転し、チーム名をコロラド・アバランチに変更する。
デンバー移転後の初シーズンにおいては、既にチームは キャプテンのジョー・サキック(Joe Sakic)、スウェーデン人のスターセンターのピーター・フォースバーグ (Peter Forsberg、以後フォースバーグ) 、強力ディフェンスのアダム・フット(Adam Foote、以後フット)らの有力選手を抱えていた。しかし、この後に起こるシーズン途中でのトレードは予想外の出来事で、これによりチームは真の有力チームとなるのである。
1995年12月2日、モントリオール・カナディアンズがチーム史上最悪の1対12でデトロイト・レッドウイングスに大敗した試合でパトリック・ロワ(Patrick Roy)はゴーリーを務めた。ロワは、以前からチームの不甲斐ない戦いぶりに不満を抱いていたが、この試合はそれを爆発させるのに十分であった。当時のカナディアンズのコーチであったマリオ・トレンブレイ(Mario Tremblay)は9失点するまでロワを出場させ続けた。ゲーム終了後、ロワはチーム会長 Ronald Corey に退団したい旨を伝えたのである。同年12月6日ロワは同僚のマイク・キーン(Mike Keane)とともにアンドレイ・コバレンコ(Andrei Kovalenko)、マーティン・ルシンスキー(Martin Ručinský) 、ジョセリン・ティボー(Jocelyn Thibault)との交換トレードでコロラド・アバランチに加入する。只でさえ有力メンバーを備えたチームに殿堂入り級のゴーリーを加えて、1995-1996シーズンのスタンレー・カップ優勝への道程をもはや誰も止めることができなかった。
翌年も好調を維持したが、西カンファレンス決勝でデトロイト・レッドウイングス（1996-1997シーズンのスタンレー・カップ優勝）に4勝2敗と敗れ、スタンレーカップ連覇の夢は絶たれた。
この後もチームは好調を維持し続け、2000-2001のポストシーズンにその最盛期を迎える。この年、後に殿堂入りするディフェンスレイ・ボーク（Ray Bourque）を獲得する。ボークは20年余りに渡ってボストン・ブルーインズ一筋の選手であったが、スタンレー・カップを目指してもう一働きをしたいと、移籍を申し出ブルーインズもこれを受諾したのであった。2000年3月6日ボークは同僚デイブ・アンドレチャク(Dave Andreychuk)とともにコロラドに移籍した。トレードの見返りはブライアン・ロルストン(Brian Rolston)、 Martin Grenier 及び Samuel Påhlsson の3選手とドラフトの第1巡目の指名権であった。チーム補強はこれだけではなかった。2001年2月21日には、ロサンゼルス・キングスからディフェンスのロブ・ブレイク (Rob Blake、以後ブレイク) を加えチームの「ブルー・ライン」はさらに強固なものとなった。
こうして2000-2001 シーズン、アバランチは支配的なほど強力布陣を敷いた。チームはシーズン118ポイントを獲得し易々と会長賞を得て、ボークの20年来の宿願であったスタンレー・カップ優勝の用意が整った。もっとも、有力フォワードのピーター・フォースバーグは、第2ラウンドの対ロサンゼルス・キングス戦終了後、脾臓の緊急手術を行い、プレーオフ残り試合を欠場した。
スタンレー・カップ決勝の対ニュージャージー・デビルス戦は、肉体的にも非常に厳しい戦いとなったが、アバランチの第7試合での勝利に終わり、チームは2度目のカップを獲得する。
スタンレー・カップをNHLコミッショナーから授与された優勝チームのキャプテンは、カップをチームメートに手渡す前に先ず自分の頭上にそれを高く掲げること (hoist) が伝統とされていた。しかし、アバランチのキャプテン、ジョー・サキックは、2001年にこの伝統を破った。彼はカップを受け取ると、持ち上げずにレイ・ボークに手渡し、ボークに掲げるように促した。
2003-2004シーズンでは、マイティーダックス・オブ・アナハイムでダイナミック・デュオとして活躍したテーム・セラニ(Teemu Selänne)、ポール・カリヤ(Paul Kariya)のコンビを獲得したこともあり、3度目のカップ優勝を有力視する声もあったが、これはならなかった。
さらに、2004年から2005年のNHLロックアウトの後、主軸として安定した活躍を見せていたフォースバーグとフットが移籍（それぞれフィラデルフィア・フライヤーズとコロンバス・ブルージャケッツへ移籍）して、大幅戦力ダウンといわれたが、辛うじてプレーオフは進出した。
また、2005-2006年オフにも、主軸となりつつあったアレックス・タンゲイ（Alex Tanguay、以後タンゲイ）を、カルガリー・フレームスへ、ブレイクも古巣のロサンゼルス・キングスへ抜けて、2006-2007シーズンを望むことになった。シーズンにおいては最後まで熱戦を見せたものの、最後はタンゲイのいるフレームスにプレーオフ進出を阻まれた。ただ、プレーオフに出られなかったチームの勝ち点95は、NHL記録となった。
2007-08年にはフォースバーグとフットがアバランチに復帰し、プレーオフに進出するも、2008-09年はサキックの怪我などもあり、リーグ全体30チーム中27位となる成績に終わる。このオフにはサキックが引退し、ドラフトでは全体3位でマット・デュシェーン (Matt Duchene) を指名して若手を主体としたチーム作りへと方向転換した。
キャプテンをアダム・フットに託した2009-10年には、新加入ゴーリー、クレイグ・アンダーソン(Craig Anderson)の活躍もあり、早くも新生チームでプレーオフ進出(1回戦敗退)を果たす。翌2010-11年も前半こそプレーオフ圏内にいたが、負傷者続出もあって中盤以降大失速し、最終的には西カンファレンス15チーム中14位に沈んだ。このシーズン途中に、3年振りにNHLへ復帰したフォースバーグが、そしてオフにはフットが引退を決める。
2011年のドラフトでは、チーム史上最高位となる全体2位でスウェーデン人フォワードのガブリエル・ランデスコグ(Gabriel Landeskog)を指名する。そしてロワ引退以降の懸念箇所であったクリーズの改革に着手し、ワシントン・キャピタルズからセミヨン・バーラモフ(Semyon Varlamov)をトレードで獲得(見返りは2012年第1巡目指名権と、同年または翌年の第2巡目指名権)し、さらにアナハイム・ダックスで優勝経験とプレイオフMVP受賞歴のあるベテラン、ジャン－セバスチャン・ジゲール(Jean-Sébastien Giguère)を迎えるなどして1軍ゴーリーを一新している。
2011-12年にはルーキーのランデスコグが全試合に出場し、チームトップの22ゴールを挙げる活躍を見せて新人賞を獲得する。ロックアウトにより短縮された翌2012-13には、19歳9ヶ月13日というリーグ最年少でランデスコグがキャプテンに就任する。しかしチームは再び大きく低迷し、西カンファレンス最下位、リーグ全体では29位に終わってしまう。
2013年にはロワが新ヘッドコーチに就任。そしてドラフトロッテリーに於いて、オッズ1位のフロリダ・パンサーズを抑えてアバランチが全体1位指名権を獲得する。長年ディフェンスに不安を抱えていることから、ドラフトランキング北米スケーター部門第1位で、デンバーにも縁のあるディフェンスマン、セス・ジョーンズ（Seth Jones (ice hockey)）を1位指名するものと見られていた（父親はかつてNBAデンバー・ナゲッツに所属していたポパイ・ジョーンズで、セスはこのデンバー在住時にホッケーキャリアをスタートさせている）。しかしアバランチは、そのジョーンズが率いるポートランド・ウィンターホークスをメモリアルカップで撃破したハリファックス・ムースヘッズのセンター、ネイサン・マキノン（Nathan MacKinnon）を指名して周囲を驚かせた。

## 年度別成績

### ケベック・ノルディクス時代（WHA時代・1972年 - 1979年）
| 年      | GP | W  | L  | T | GF  | GA  | PTS | 最終順位      | プレイオフ                                    |
| 1972-73 | 78 | 33 | 40 | 5 | 276 | 313 | 71  | イースト5位   | 不参加                                        |
| 1973-74 | 78 | 38 | 36 | 4 | 306 | 280 | 80  | イースト5位   | 不参加                                        |
| 1974-75 | 78 | 46 | 32 | 0 | 331 | 299 | 92  | セントラル1位 | 決勝敗退 (ヒューストン・アエロズ)             |
| 1975-76 | 81 | 50 | 27 | 4 | 371 | 316 | 104 | セントラル2位 | 準々決勝敗退 (カルガリー・カウボーイズ)       |
| 1976-77 | 81 | 47 | 31 | 3 | 353 | 295 | 97  | イースト1位   | 優勝                                          |
| 1977-78 | 80 | 40 | 37 | 3 | 349 | 347 | 83  | 4位           | 準決勝敗退 (ニューイングランド・ホエーラーズ) |
| 1978-79 | 80 | 41 | 34 | 2 | 288 | 271 | 87  | 2位           | 準決勝敗退 (WPG)                              |

### ケベック・ノルディクス時代（NHL加入後・1979年 - 1995年）
| 年      | GP | W  | L  | T  | OL | GF  | GA  | PTS | 最終順位    | プレイオフ                   |
| 1979-80 | 80 | 25 | 44 | 11 | -  | 248 | 313 | 61  | アダムス5位 | 不参加                       |
| 1980-81 | 80 | 30 | 32 | 18 | -  | 314 | 318 | 78  | アダムス4位 | 初戦敗退 (PHI)               |
| 1981-82 | 80 | 33 | 31 | 16 | -  | 356 | 345 | 82  | アダムス4位 | カンファランス決勝敗退 (NYI) |
| 1982-83 | 80 | 34 | 34 | 12 | -  | 343 | 336 | 80  | アダムス4位 | 初戦敗退 (BOS)               |
| 1983-84 | 80 | 42 | 28 | 10 | -  | 360 | 278 | 94  | アダムス3位 | 地区決勝敗退 (MON)           |
| 1984-85 | 80 | 41 | 30 | 9  | -  | 323 | 275 | 91  | アダムス2位 | カンファランス決勝敗退 (PHI) |
| 1985-86 | 80 | 43 | 31 | 6  | -  | 330 | 289 | 92  | アダムス1位 | 初戦敗退 (HAR)               |
| 1986-87 | 80 | 31 | 39 | 10 | -  | 267 | 276 | 72  | アダムス4位 | 地区決勝敗退 (MON)           |
| 1987-88 | 80 | 32 | 43 | 5  | -  | 271 | 306 | 69  | アダムス5位 | 不参加                       |
| 1988-89 | 80 | 27 | 46 | 7  | -  | 269 | 342 | 61  | アダムス5位 | 不参加                       |
| 1989-90 | 80 | 12 | 61 | 7  | -  | 240 | 407 | 31  | アダムス5位 | 不参加                       |
| 1990-91 | 80 | 16 | 50 | 14 | -  | 236 | 354 | 46  | アダムス5位 | 不参加                       |
| 1991-92 | 80 | 20 | 48 | 12 | -  | 255 | 318 | 52  | アダムス5位 | 不参加                       |
| 1992-93 | 84 | 47 | 27 | 10 | -  | 351 | 300 | 104 | アダムス2位 | 初戦敗退 (MON)               |
| 1993-94 | 84 | 34 | 42 | 8  | -  | 277 | 292 | 76  | 北東5位     | 不参加                       |
| 1994-95 | 48 | 30 | 13 | 5  | -  | 185 | 134 | 65  | 北東1位     | 初戦敗退 (NYR)               |

### コロラド・アバランチ時代（1995年 - ）
| 年        | GP | W  | L  | T  | OL | GF  | GA  | PTS | 最終順位  | プレイオフ                 |
| 1995-1996 | 82 | 47 | 25 | 10 | 0  | 326 | 240 | 104 | 太平洋1位 | スタンレー・カップ優勝     |
| 1996-1997 | 82 | 49 | 24 | 9  | 0  | 277 | 205 | 107 | 太平洋1位 | カンファレンス決勝敗退     |
| 1997-1998 | 82 | 39 | 26 | 17 | 0  | 231 | 205 | 95  | 太平洋1位 | カンファレンス準々決勝敗退 |
| 1998-1999 | 82 | 44 | 28 | 10 | 0  | 239 | 205 | 98  | 北西1位   | カンファレンス決勝敗退     |
| 1999-2000 | 82 | 42 | 28 | 11 | 1  | 233 | 201 | 96  | 北西1位   | カンファレンス決勝敗退     |
| 2000-2001 | 82 | 52 | 16 | 10 | 4  | 270 | 192 | 118 | 北西1位   | スタンレー･カップ優勝      |
| 2001-2002 | 82 | 45 | 28 | 8  | 1  | 212 | 169 | 99  | 北西1位   | カンファレンス決勝敗退     |
| 2002-2003 | 82 | 42 | 19 | 13 | 8  | 251 | 194 | 105 | 北西1位   | カンファレンス準々決勝敗退 |
| 2003-2004 | 82 | 40 | 22 | 13 | 7  | 236 | 198 | 100 | 北西1位   | カンファレンス準決勝敗退   |
| 2005-2006 | 82 | 43 | 30 | -  | 9  | 283 | 257 | 95  | 北西2位   | カンファレンス準決勝敗退   |
| 2006-2007 | 82 | 44 | 31 | -  | 7  | 272 | 251 | 95  | 北西4位   | 不参加                     |
| 2007-2008 | 82 | 44 | 31 | -  | 7  | 231 | 219 | 95  | 北西2位   | カンファレンス準決勝敗退   |
| 2008-2009 | 82 | 32 | 45 | -  | 5  | 199 | 257 | 69  | 北西5位   | 不参加                     |
| 2009-2010 | 82 | 43 | 30 | -  | 9  | 244 | 233 | 95  | 北西2位   | カンファレンス準々決勝敗退 |
| 2010-2011 | 82 | 30 | 44 | -  | 8  | 227 | 288 | 68  | 北西4位   | 不参加                     |
| 2011-2012 | 82 | 41 | 35 | -  | 6  | 208 | 220 | 88  | 北西3位   | 不参加                     |
| 2012-2013 | 48 | 16 | 25 | -  | 7  | 116 | 152 | 39  | 北西5位   | 不参加                     |

## スタンレーカップ戦績

### 優勝
- 1995-1996
- 2000-2001
- 2021-2022

## 永久欠番

### ケベック・ノルディクス時代
- #3 ジャン-クロード・トレンブレイ
- #8 マルク・タルディフ
- #16 ミシェル・グーレ
- #26 ピーター・スタツニー

なお、デンバー移転時に以上4つ全てが永久欠番から外されており、現在は使用可能となっている。

### コロラド・アバランチ
- #19 ジョー・サキック
- #21 ピーター・フォースバーグ
- #33 パトリック・ロワ
- #52 アダム・フット
- #77 レイ・ボーク
- #99 ウェイン・グレツキー（NHL全体での永久欠番）

## 歴代チームキャプテン

### ケベック・ノルディクス時代
- ジャン-ギイ・ジャンドロン（1972–74）
- ミシェル・パリゾー（1974–76）
- マルク・タルディフ（1976–81）
- ロビー・フトレク（1981）
- アンドレ・デュポン（1981–82）
- マリオ・マロワ（1983–85）
- ピーター・スタツニー（1985–90）
- スティーブン・フィン、ジョー・サキック（1990–91）…共同キャプテン
- マイク・ハフ（1991–92）
- ジョー・サキック（1992–95）

### コロラド・アバランチ
- ジョー・サキック（1995-2009）
- アダム・フット（2009-2011）
- ミラン・ヘイドゥク（2011-2012）
- ガブリエル・ランデスコグ（2012-現在）